# Franz Ernst Otto
Franz Ernst Otto (Königstein, 3 de juny de 1809 - Mannheim, 30 d'abril de 1842) fou un compositor alemany. Era el germà petit del conegut i també compositor Ernst Julius Otto (1809-1842). Cultivà el mateix gènere que el seu germà, i es poden citar entre les seves composicions principals els cors per a homes titulats In dem Himmel ruht die Erde, Blauer Montag, etc.,.